# 어항을 뛰어나온 고기
《어항을 뛰어나온 고기》는 1986년 3월 30일에 MBC TV에서 방영되었던 베스트셀러극장이다.

## 줄거리
전국을 떠도는 약장수 준태(현석)는 어느 날 소매치기 하는 미경(이기선)을 붙잡아 경찰에 넘기려다가 미경의 병중에 있는 어머니 얘기에 마음이 약해져 그녀를 놓아주고 만다. 이후 극장식 레스토랑에서 일하고 있는 준태 앞에 접대부라도 하며 돈을 벌려는 미경이 나타나는데...

## 출연
- 현석
- 이기선
- 김해숙
- 김인태
- 임영규
- 윤순홍
- 최은숙
- 김애경
- 백인철
- 임현식
- 서권순
- 신국
- 이순규
- 김지원
- 견미리
- 권경숙
- 이경순
- 김복희
- 김혜정
- 김지영
- 정희선
- 오현섭
- 김정
- 윤철형
- 차윤회
- 구보석
- 최한호
- 박종범
- 정명현(아역)
- 조현철(아역)